# Сейчас вылетит птичка!
«Сейчас вылетит птичка!» (англ. Look at the Birdie) — собрание коротких рассказов американского писателя-фантаста Курта Воннегута, изданное в 2009 году. Рассказы уже публиковались ранее, но не входили в предыдущие сборники рассказов писателя.
Список рассказов сборника:
- Letter from Kurt Vonnegut, Jr., to Walter J. Miller, 1951 — Письмо Курта Воннегута мл. Уолтеру Дж. Миллеру, 1951 г.
- «Confido» — Конфидо
- «F U B A R» — Глуз
- «Shout About It from the Housetops» — Кричать о ней на всех перекрёстках
- «Ed Luby’s Key Club» — Закрытый клуб Эда Луби
- «A Song for Selma» — Песня для Сельмы
- «Hall of Mirrors» — Зеркальная зала
- «The Nice Little People» — Милые маленькие человечки
- «Hello, Red» — Привет, Рыжий
- «Little Drops of Water» — Капелька за капелькой
- «The Petrified Ants» — Ископаемые муравьи
- «The Honor of a Newsboy» — Слово чести
- «Look at the Birdie» — Сейчас вылетит птичка!
- «King and Queen of the Universe» — Король и королева вселенной
- «The Good Explainer» — Ты всегда умел объяснить